# Вернер IV (Витгенщайн)
Вернер IV (V) фон Витгенщайн (на немски: Werner IV (V) von Wittgenstein; † 1359) е граф на Витгенщайн.

## Произход и наследство
Той е син на граф Зигфрид III фон Витгенщайн († 1 февруари 1359) и съпругата му Маргарета фон Шьонекен († 1361), дъщеря на Герхард I фон Шьонекен († 1317) и Мехтилд фон Насау († 1319), дъщеря на граф Ото I фон Насау († 1289/1290). Внук е на граф Видекинд III фон Витгенщайн († сл. 1307). Брат е на Аделхайд († 1357/1362), омъжена пр. 1345 г. за граф Салентин II фон Сайн-Хомбург († 1392), Ирмгард († 1362), омъжена за граф Бопо II фон Еберщайн († 1381), и Мехтилд († 1364), омъжена пр. 2 август 1342 г. за граф Дитрих II фон Бургзолмс († 1371).
След смъртта на баща му през 1359 г. собствеността му отива към Графство Сайн.

## Фамилия
Вернер IV (V) се жени на 8 април 1347 г. за графиня Агнес фон Насау-Висбаден-Идщайн (* ок. 1339; † 24 юни 1374 или 1376), дъщеря на граф Адолф I фон Насау-Висбаден-Идщайн († 1370) и първата му съпруга Маргарета фон Хоенцолерн-Нюрнберг († 1382). Те имат един син:
- Зигфрид граф фон Витгенщайн († 1387), женен за Ида фон Арнсберг-Ритберг (* пр. 1249; † пр. 1289)

Вдовицата му Агнес се омъжва втори път пр. 1361 г. за Еберхард I фон Епщайн († 1391).